# Kupeornis gilberti
El charlatán goliblanco (Kupeornis gilberti) es una especie de ave paseriforme de la familia Leiothrichidae propia de Camerún y Nigeria. Su hábitat natural es el bosque húmedo de montaña. Está amenazado debido a la pérdida de su hábitat.